# Josef Jarno

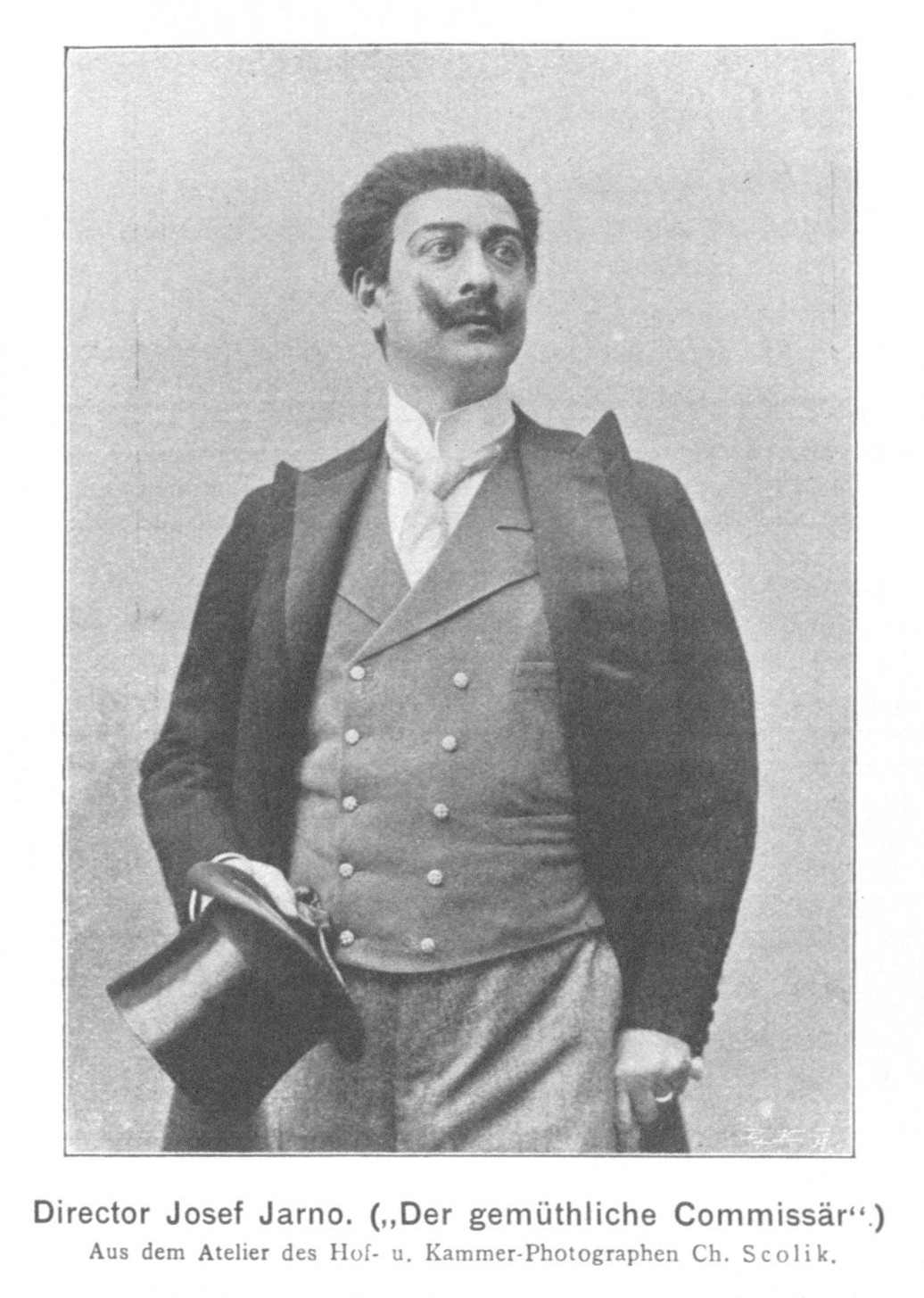
Josef Jarno, 1901

Josef Jarno, född 24 augusti 1866 i Pest, död 11 januari 1932 i Wien, var en österrikisk teaterledare och skådespelare av ungersk börd. Han var bror till kompositören Georg Jarno.
Jarno var först anställd vid olika teatrar i Berlin, ledde 1899-1924 Theater in der Josefstadt och Lustspielstheater, båda i Wien. Jarno var en förträfflig framställare av borgerliga karaktärer såväl inom skådespelet som lustspelet, full av fantasi och humor. Han framförde bland annat en del Strindbergsdramer. Hans hustru, Hansi Niese-Jarno var likaledes en populär komisk skådespelare.